# 大卡通資料庫
大卡通資料庫（英語：The Big Cartoon DataBase）是一個包含動畫卡通、動畫電影、动画影集和漫畫短片的在線數據庫。

## 外部連結
- 官方网站